# HD 9151
HD 9151 är en orange jätte i Bildhuggarens stjärnbild.
Stjärnan har visuell magnitud +6,37 och är på gränsen till vad som går att se för blotta ögat vid mycket god seeing.